# Scheepsreparatie

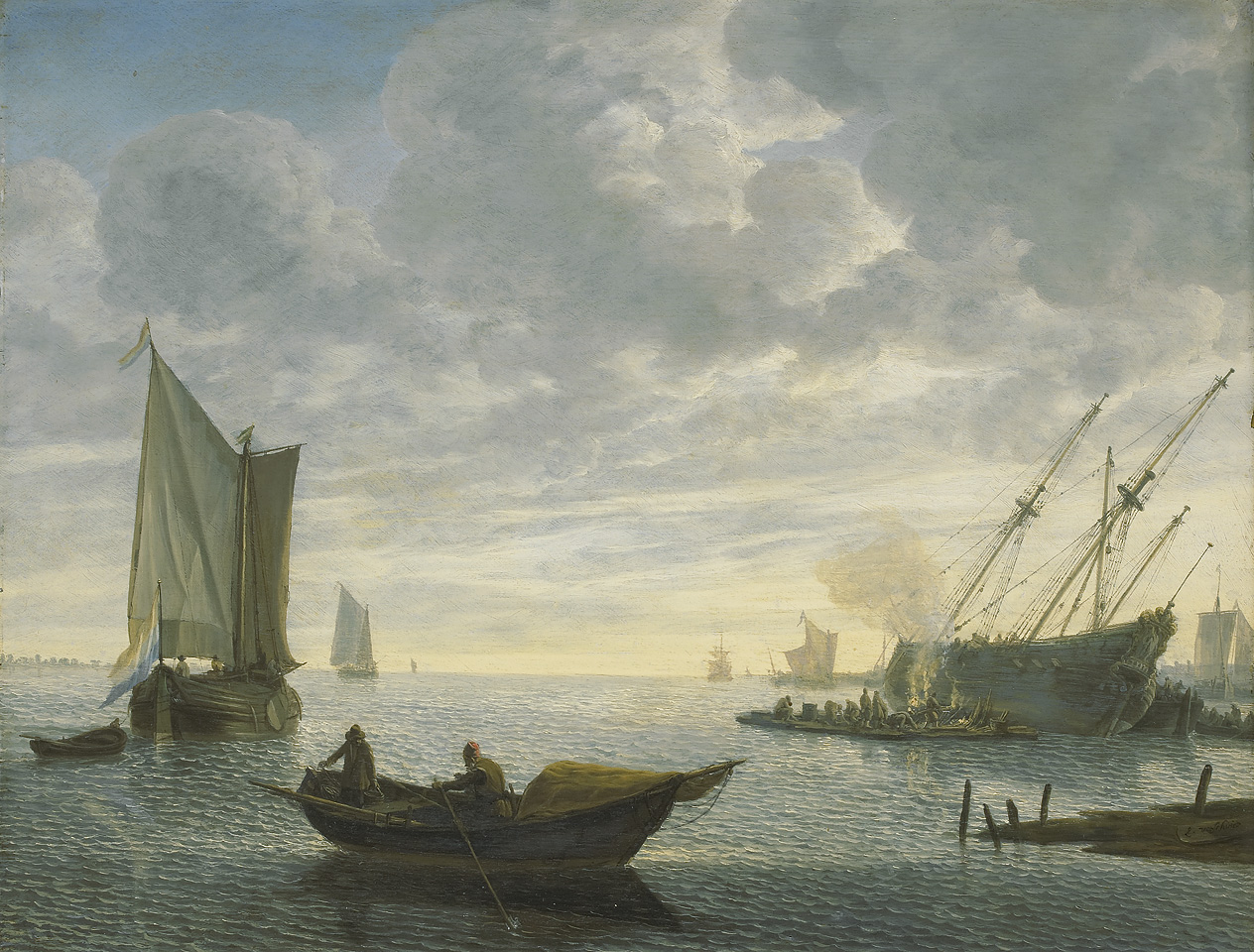
Het kalefateren van een schip, Lieve Pietersz. Verschuier.

Onder scheepsreparatie wordt het repareren van schepen verstaan. Scheepsreparatie vindt in het algemeen plaats op een scheepswerf. 
Er wordt weleens gesteld dat voor 30% van de reparatieactiviteiten het schip drooggezet moet worden, voor 70% van het werk kan het schip in het water blijven. In dit laatste geval is het ook niet dringend nodig om een scheepswerf voorhanden te hebben. In het buitenland (Verenigd Koninkrijk, Ierland) bestaan er soms organisaties (vaak coöperaties of (semi)overheidsinstellingen) die droogzetinstallaties, een werfterrein en wat loodsen in een bepaalde stad in bezit hebben. Een scheepsreparatiebedrijf kan dan een loods of de droogzetinstallatie of een afmeerplaats van deze organisatie huren. Soms heeft het scheepsreparatiebedrijf dan niet meer dan een paar containers in bezit, die in de buurt of zelfs aan dek van het te repareren schip kunnen worden geplaatst.